# Beitstadfjorden

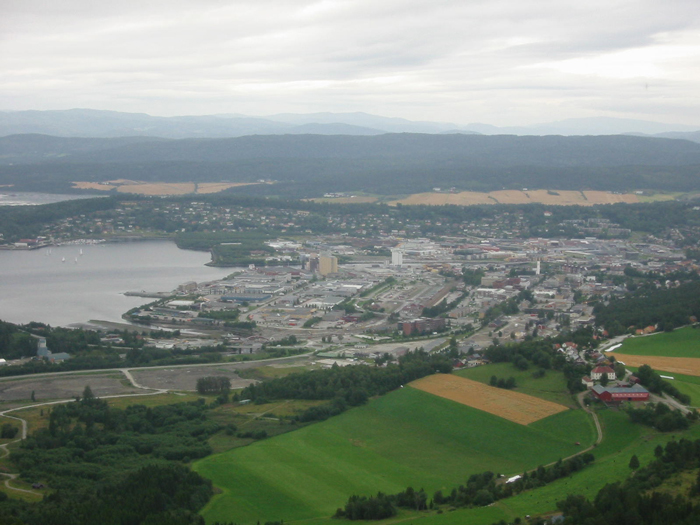
Steinkjer i öständen av Beitstadfjorden.

Beitstadfjorden är en fjord i Trøndelag fylke i Norge.
Beitstadfjorden står genom ett trångt sund i förbindelse med Trondheimsfjordens norra del. Vid Beitstadfjorden ligger Fossdalens järngruvor.